# Таиландский лабео
Таиландский лабео (лат. Epalzeorhynchos frenatus) — вид лучепёрых рыб семейства карповых, ареал — север Таиланда.

## Морфология
Тело вытянуто, слегка сжато с боков, с плоской брюшной линией, длиной до 17 см. Рот нижний, в виде скребка-присоски с двумя парами усиков. Цвета: тело от серо-зелёного до чёрного, хвостовой плавник красный. Плавники у самцов красные, анальный — с чёрной каёмкой. Существует альбиносная форма (красные глаза и плавники).

## Поведение
Самцы конфликтные, особенно друг с другом. Держатся у дна и в средних слоях воды.

## Содержание
Аквариум от 70 литров, засаженный растениями, с укрытиями. Освещение умеренное. Аэрация, фильтрация и регулярная подмена воды. Вода желательно торфованная, температура в районе 25 °C, pH 6,5—7,2.

## Разведение
Корма: живые (мотыль, трубочник), растительные, сухие.
Половозрелыми становятся в 1—2 года. Нерест в домашних условиях требует просторного нерестовика (от 120 л) и активной аэрации. Нерест обычно стимулируют при помощи гормональных инъекций. Температура около 27 °C, жесткость до 4 °dH, pH 6,5. Плодовитость до 5000 икринок. Икру инкубируют в 20-литровых сосудах при постоянной аэрации. Инкубационный период — 14—16 часов. Мальки через 3—4 суток начинают плавать и питаться. Выкармливают инфузориями, коловратками, водорослями со стенок аквариума, варёным желтком.